# Плеврат II
Вижте пояснителната страница за други личности с името Плеврат.
Плеврат II (на старогръцки: Πλευράτος, Pleuratus II) e цар на Илирия и управлява от 260 до 250 пр.н.е.
Той е основател на Адриатическото царство на илирийците на Адриатическо море. Последван е от сина му Агрон.